# 斑尾赤鮨
斑尾赤鮨為輻鰭魚綱鱸形目鱸亞目鮨科的其中一種，分布於西印度洋印度海域，棲息深度100-320公尺，體長可達12.9公分，為底棲性魚類，屬肉食性，生活習性不明。